# Prabu Menang (Merapi Timur)
Prabu Menang is een bestuurslaag in het regentschap Lahat van de provincie Zuid-Sumatra, Indonesië. Prabu Menang telt 1218 inwoners (volkstelling 2010).